# كريم حسام
كريم حسام هو لاعب كرة مضرب مصري، ولد في 8 أبريل 1994 في الجيزة في مصر.

## وصلات خارجية
- كريم حسام على موقع رابطة محترفي التنس (الإنجليزية)
- كريم حسام على موقع الاتحاد الدولي لكرة المضرب (الإنجليزية)
- كريم حسام على موقع كأس ديفيز (الإنجليزية)
- كريم حسام على موقع خلاصة التنس.كوم (الإنجليزية)
- كريم حسام على موقع إي إس بي إن.كوم (الإنجليزية)